# Scleracis pumila
Scleracis pumila är en korallart som beskrevs av Kükenthal 1919. Scleracis pumila ingår i släktet Scleracis och familjen Plexauridae. Inga underarter finns listade i Catalogue of Life.